# Франклін Тауншип (округ Батлер, Пенсільванія)
Франклін Тауншип (англ. Franklin Township) — селище (англ. township) в США, в окрузі Батлер штату Пенсільванія. Населення — 2598 осіб (2020).

## Демографія
Згідно з переписом 2010 року, у селищі мешкало 2620 осіб у 1069 домогосподарствах у складі 800 родин. Було 1098 помешкань
Расовий склад населення:
| - 98,3 % — білих - 0,3 % — чорних або афроамериканців - 0,3 % — азіатів - 0,2 % — вихідців з тихоокеанських островів |

До двох чи більше рас належало 0,8 %. Частка іспаномовних становила 0,7 % від усіх жителів.
За віковим діапазоном населення розподілялося таким чином: 19,3 % — особи молодші 18 років, 61,8 % — особи у віці 18—64 років, 18,9 % — особи у віці 65 років та старші. Медіана віку мешканця становила 47,7 року. На 100 осіб жіночої статі у селищі припадало 98,8 чоловіків;  на 100 жінок у віці від 18 років та старших — 95,7 чоловіків також старших 18 років.
Середній дохід на одне домашнє господарство  становив 73 990 доларів США (медіана — 57 981), а середній дохід на одну сім'ю — 89 268 доларів (медіана — 72 794). Медіана доходів становила 51 771 долар для чоловіків та 37 989 доларів для жінок. За межею бідності перебувало 2,6 % осіб, у тому числі 1,9 % дітей у віці до 18 років та 1,7 % осіб у віці 65 років та старших.
Цивільне працевлаштоване населення становило 1272 особи. Основні галузі зайнятості: освіта, охорона здоров'я та соціальна допомога — 20,6 %, роздрібна торгівля — 15,3 %, виробництво — 15,3 %.